# Edith Agu-Ogoke
Edith Ogoke là một nữ võ sĩ người Nigeria.  Tại Thế vận hội Mùa hè 2012, cô đã tham gia cuộc thi hạng trung nữ, nhưng bị đánh bại và dừng bước ở vòng hai.